# ستيفن بيشوب
ستيفن بيشوب (بالإنجليزية: Stephen Bishop)‏ هو لاعب كرة قاعدة وممثل أمريكي، ولد في 14 سبتمبر 1970 في الولايات المتحدة.

## أعمال

### أفلام
- (2004) أضواء ليلة الجمعة
- (2011) كرة المال[5]
- (2012) سفينة حربية

## وصلات خارجية
- ستيفن بيشوب على موقعبيزبول رفرنس.كوم (الدوري الثانوي) (الإنجليزية)

- ستيفن بيشوب على موقع IMDb (الإنجليزية)
- ستيفن بيشوب على موقع أول موفي (الإنجليزية)
- ستيفن بيشوب على موقع قاعدة بيانات الأفلام السويدية (السويدية)
- ستيفن بيشوب على موقع قاعدة بيانات الفيلم (الإنجليزية)